# Meisenburg (Solingen)
Meisenburg ist ein Wohnplatz im Stadtbezirk Burg/Höhscheid der bergischen Großstadt Solingen.

## Lage und Beschreibung
Der heute in der geschlossenen Bebauung aufgegangene Ort befindet sich im oberen Bereich des Pfaffenberger Wegs zwischen der Straße Meisenhof und dem Meisenburger Weg. Der Pfaffenberger Weg, der als Kreisstraße 4 klassifiziert ist, verläuft auf einem Höhenzug zwischen Bertramsmühler und Schellberger Bachtal. Nordöstlich befindet sich der evangelische Friedhof Grünbaumstraße an der Dorper Kirche. Südlich davon liegt die Kleingartenanlage Dornsiepen. Am Pfaffenberger Weg befindet sich auch eine nach dem Ort benannte Bushaltestelle der Oberleitungsbuslinie 681 der Stadtwerke Solingen.
Benachbarte Orte sind bzw. waren (von Nord nach West): Maushöhe, Lindenbaum, Spielbruch, Dornsiepen, Bertramsmühle, Scharfhausen, II. und I. Hästen, Hoppenböcken und Böckerhof.

## Etymologie
Die Ortsbezeichnung ist von einem Lehrer namens Meisenburg abgeleitet, der aus Kettwig stammte und dort als erster sein Haus baute.

## Geschichte
Meisenburg entstand im 19. Jahrhundert auf freiem Feld entlang der Wegeverbindung zwischen Solingen und dem Pfaffenberg. Der Ort ist erstmals in der Karte vom Kreise Solingen des Solinger Landmessers C. Larsch aus dem Jahr 1875 als Meisenburg verzeichnet. In der Preußischen Neuaufnahme von 1893 sowie in der Karte Stadt- und Landkreis Solingen des Landmessers August Hofacker von 1898 ist der Ort ebenfalls als Meisenburg verzeichnet.
Der Ort gehörte zur 1815 gegründeten Bürgermeisterei Dorp, die 1856 das Stadtrecht erhielt, und lag dort in der Flur VII. Schlicken. Die Bürgermeisterei beziehungsweise Stadt Dorp wurde nach Beschluss der Dorper Stadtverordneten zum 1. Januar 1889 mit der Stadt Solingen vereinigt. Damit wurde Meisenburg ein Ortsteil Solingens. 
Im Zuge der baulichen Verdichtung in der Nachkriegszeit nach dem Zweiten Weltkrieg wurde der Pfaffenberger Weg nahezu geschlossen bebaut. Bereits in den 1950er Jahren entstand eine kleine Wohnsiedlung an der Straße Meisenhof. Auch der Schellberger Weg und der Meisenburger Weg erlebten bis zum Jahr 1980 eine bauliche Verdichtung, die dazu führte, dass Meisenburg in der geschlossenen Bebauung aufging.